# أولاد بوعنان (لبخاتي)
أولاد بوعنان هي إحدى مشيخات المملكة المغربية، تتبع جغرافيا لإقليم آسفي وإداريًا للبخاتي. يقدر عدد سكانها بـ 6232 نسمة حسب الإحصاء الرسمي للسكان والسكنى لسنة 2004.